# Lojas Renner
A Lojas Renner ou Renner é uma empresa brasileira de roupas e acessórios fundada em 1922, com o começo das atividades fabris do então Grupo A.J. Renner, e desvinculou-se do grupo fundado pelo gaúcho Antônio Jacob Renner somente em 1965, quando suas lojas começaram a tomar um formato mais próximo do atual.
Maior varejista de moda do Brasil, atua no mercado de e-commerce desde 2010. Suas operações englobam o segmento de casa e decoração, moda plus size, um segmento especializado em moda jovem e uma plataforma de revenda de roupas e acessórios de moda.
Atualmente, conta com 672 lojas, sendo 435 lojas Renner (incluindo 10 lojas no Uruguai e 4 na Argentina), 123 Camicado, 114 Youcom e 13 Ashua.

## História

### Grupo A.J. Renner
Toda a família residia em São Sebastião do Caí, uma cidade a 60km da capital gaúcha. Anos depois, morando em Porto Alegre, decidiu investir na indústria fabril, abrindo uma fábrica no bairro Navegantes e produzindo capas de pura lã masculinas. Depois a Renner começou a ampliar e a diversificar suas atividades empresariais, com plantações de linho – matéria-prima para a fabricação de trajes masculinos – que inspiraram o primeiro conceito empresarial lembrado: "Renner, a boa roupa, ponto a ponto". 
Em 1922, abre o primeiro posto de venda da fábrica, em Porto Alegre. Com o tempo, as Lojas Renner passaram a incluir departamentos de eletroportáteis, bazar e artigos para presente, móveis, utensílios para o lar, artigos esportivos, cama, mesa e banho e já em 1945, inaugurou a primeira loja de departamentos – Loja Otávio Rocha.

### Independência do Grupo A.J. Renner
Em 1965, devido ao crescimento das Lojas Renner o Grupo A.J. Renner optou por desmembrar as diferentes empresas que o formavam, ocasião em que foi então constituída a companhia Lojas Renner. Dois anos depois, em 1967, a Renner se transformava em uma empresa de capital aberto. Em 1990, as Lojas Renner passam por uma profunda reestruturação, passando a operar no formato de loja de departamentos especializada em moda e é implantada a Filosofia de Encantamento - segundo a qual não basta satisfazer, mas superar as expectativas dos clientes. Nesta mesma década, a Renner expandiu suas operações para além do Rio Grande do Sul, chegando a Santa Catarina, Paraná, São Paulo, Rio de Janeiro, Minas Gerais e para o Distrito Federal. Em 1991, quando iniciou o processo de reestruturação, a companhia contava com oito lojas e, até novembro de 1998, já havia inaugurado 13 novas lojas, totalizando 21 unidades; O processo de expansão começou em 1994, no estado de Santa Catarina, em 1996 inaugurou-se a primeira loja no estado do Paraná e por fim já em 1997, inauguraram-se as primeiras lojas no estado de São Paulo.

### J.C. Penney
Em dezembro de 1998, a J.C. Penney Brazil, subsidiária de uma das maiores redes de lojas de departamentos dos EUA, adquiriu o controle acionário da companhia, com isto, obteve acesso a fornecedores internacionais, a consultoria de especialistas na escolha de pontos comerciais, bem como a adoção de procedimentos e controles internos diferenciados. Dessa forma, a Renner intensificou seu processo de expansão inaugurando mais de 30 unidades da empresa no Sul, Sudeste e Centro-Oeste do país. Com a implantação do conceito de lifestyle nas coleções e nas lojas, em 2002, as coleções passam a ser desenvolvidas por estilos de vida e compostas por marcas próprias que refletem um jeito de ser e de vestir, com base em atitudes, interesses, valores, personalidades e hábitos dos clientes. As lojas também passam a expor os produtos de forma coordenada, facilitando a escolha do consumidor e otimizando o seu tempo de compras. 
Em junho de 2005, ocasião em que a companhia já atuava com 64 pontos-de-venda, a JCPenney, em conjunto com os administradores das Lojas Renner, optou pela venda do controle da companhia através de oferta pública de ações na B3. As Lojas Renner entraram então na B3 como a primeira companhia no país a ter seu capital pulverizado e aproximadamente 100% das ações em circulação.

### Novos negócios

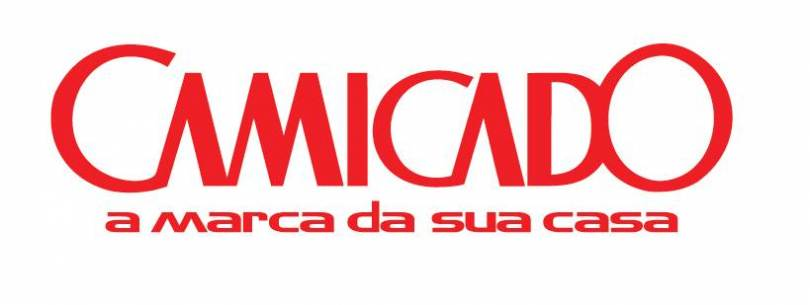
Camicado Houseware.

Em 2010, outro marco na história da empresa foi o lançamento do e-commerce. Já em 2011, a Renner adquiriu a Camicado, uma empresa no segmento de casa e decoração que hoje já está presente em todas as regiões do Brasil com mais de 119 lojas.
Em 2013, lançou a Youcom, um novo modelo de negócio para o público jovem em um ambiente de loja especializada, atualmente com 104 lojas em todas as regiões do país, além da atuação em marketplace.
Em 2016, lançou a Ashua, uma marca de moda plus size com foco no e-commerce, que já possui 9 lojas pelo país.
Em 2017, criou a subsidiária incorporada Realize Soluções Financeiras, passando a oferecer serviços de private label, crédito, seguros e assistências aos seus clientes.
No mesmo ano, iniciou sua expansão no exterior, onde conta, atualmente, com 13 lojas espalhadas pelo Uruguai e Argentina.
Em 2021, adquiriu o Repassa, startup de revenda assistida de moda com foco em economia circular.

### Internacionalização
Em 2017, a marca deu mais um passo importante ao inaugurar sua primeira operação no exterior. Hoje são 10 lojas no Uruguai e, desde 2019, mantém 4 lojas na Argentina, além de escritórios na China e em Bangladesh. Ao todo, a Renner conta com 672 lojas em operação, considerando as três frentes.

## Instituto Lojas Renner

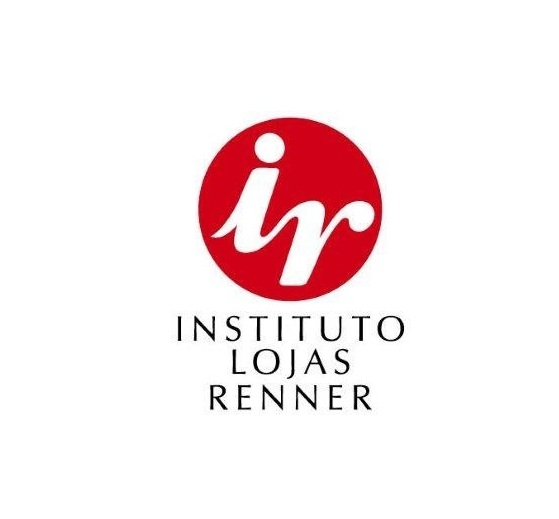
Instituto Lojas Renner.

O Instituto Lojas Renner é uma Organização da Sociedade Civil de Interesse Público (Oscip) criada em 2008 como entidade gestora do investimento social privado das Lojas Renner S.A., com a missão de promover a inserção da mulher no mercado de trabalho, apoiando ações sociais empreendedoras, desenvolvidas por organizações da sociedade civil, que contribuíssem de forma eficaz para a qualificação e inclusão da mulher e o desenvolvimento das comunidades onde a empresa atua.
Em vésperas de completar uma década de existência, o Instituto viveu, a partir de 2016, a consolidação de seu propósito, por meio da atualização do foco de sua missão e redirecionamento dos pilares de atuação.
O ano de 2017 marcou o alinhamento dos projetos com a missão redesenhada em 2016. As iniciativas foram direcionadas para a missão principal de empoderar mulheres na cadeia têxtil.
Assim, o Instituto Lojas Renner passou a atender projetos de empoderamento de mulheres nas comunidades em que está presente ou em localidades envolvidas com etapas da cadeia da moda, ou seja, com a matéria-prima, a produção, o varejo ou o pós-consumo.